# Gyrano Kerk
Gyrano Emilio Kerk (Amsterdam, 2 december 1995) is een Nederlands-Surinaams voetballer die doorgaans als rechtsbuiten of centrumspits speelt. Hij verruilde in 2021 FC Utrecht voor Lokomotiv Moskou, waarna hij na twee verhuurperiodes in 2024 definitief de overstap maakte naar Royal Antwerp. Kerk debuteerde in 2024 in het Surinaams voetbalelftal.

## Clubcarrière

### Jeugd
Kerk speelde opeenvolgend in de jeugd bij ASV Fortius, Telstar, HFC Haarlem, AFC DWS en AVV Zeeburgia. Bij deze laatste club maakte hij op zestienjarige leeftijd zijn debuut in het eerste elftal. In 2012 vertrok hij naar de jeugdopleiding van FC Utrecht.

### FC Utrecht
Bij FC Utrecht speelde Kerk na zijn overgang vanaf juli 2012 in de jeugdelftallen. Op 10 december 2012 speelde hij voor het eerst mee met Jong FC Utrecht, toen uitkomend in de beloftencompetitie. Op 22 januari 2014 maakte hij zijn debuut in het eerste elftal door in minuut 81 in te vallen voor Adam Sarota, uit tegen N.E.C. voor de KNVB Beker. Zijn eredivisiedebuut maakte Kerk op 28 augustus 2014, in een uitwedstrijd tegen FC Twente. Een speelronde later, in de thuiswedstrijd tegen Go Ahead Eagles, maakte hij zijn eerste doelpunt voor FC Utrecht.

#### Verhuur aan Helmond Sport
FC Utrecht verhuurde Kerk gedurende het seizoen 2015/16 aan Helmond Sport. Daar kwam hij als rechtsbuiten in 34 competitiewedstrijden tot zeven doelpunten en negen assists.

#### Terugkeer bij FC Utrecht
In het seizoen 2016/17 kwam hij terug bij FC Utrecht en stond hij ten koste van Richairo Živković in de basis. FC Utrecht behaalde in dit seizoen de vierde plek in de competitie. In de eerste wedstrijd van finale van de play-offs om Europees voetbal werd uit met 0–3 van AZ verloren. In de thuiswedstrijd werd deze achterstand, mede door een doelpunt van Kerk, met een 3–0 voorsprong goedgemaakt. FC Utrecht won de wedstrijd uiteindelijk na strafschoppen.

In de beginfase van het seizoen 2017/18 speelde hij met de Utrechtse club wedstrijden voor kwalificatie voor de UEFA Europa League. Het Maltese Valetta FC werd na een 0–0 gelijkspel en een 3–1 thuisoverwinning (gespeeld in het Mandemakers Stadion) verslagen. Daarna volgende het Poolse Lech Poznań. Na een 0–0 gelijkspel in eigen huis, maakte Kerk in de 2–2 uitwedstrijd een van de twee uitdoelpunten. Door de toen nog geldende reglementen omtrent uitdoelpunten wist FC Utrecht de laatste ronde van de kwalificaties te bereiken. Na een 1–0 thuisoverwinning op FK Zenit Sint-Petersburg werd na verlenging met 2–0 verloren in de uitwedstrijd.

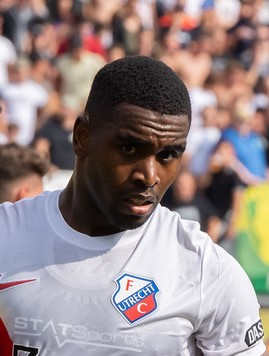
Kerk namens FC Utrecht (2019)

In het seizoen 2019/20 speelde FC Utrecht wederom kwalificatiewedstrijden voor de UEFA Europa League. Ditmaal werd over twee wedstrijden verloren van Zrinjski Mostar. In de 1–1 thuiswedstrijd maakte Kerk het doelpunt aan de kant van FC Utrecht. In de uitwedstrijd werd na verlenging met 2–1 verloren. In de winterstop was Kerk een van de gewilde spelers van FC Utrecht, maar tot een overstap kwam het niet. Aan het eind van dat seizoen won Kerk de David di Tommaso-troffee, waarmee hij door supporters als beste speler van het afgelopen seizoen werd gezien. Ook in daarop volgende zomer van 2020 was er sterke interesse in Kerk, onder andere vanuit Engeland, Frankrijk, Spanje, Schotland en Rusland. Ook deze keer kwam het niet tot een overstap en speelde Kerk nog een volledig seizoen mee bij FC Utrecht, waarbij hij ook dit seizoen wederom van waarde was. In totaal kwam Kerk uit in 175 wedstrijden voor de club, waarin hij 42 keer wist te scoren en 43 keer een assist wist af te geven. Waar hij in de jeugdopleiding en beginperiode bij FC Utrecht uitsluitend als rechtsbuiten speelde, werd Kerk later ook veelvuldig als centrumspits ingezet in systemen met zowel één als twee spitsen.

### Lokomotiv Moskou
Waar het er in de zomer van 2021 even op leek dat Kerk wederom nog in Utrecht zou blijven, verruilde hij op de laatste dag van de transfermarkt FC Utrecht voor het Russische Lokomotiv Moskou. Daar tekende hij een contract voor vier jaar. Naar verluidt werd er circa zeven miljoen euro voor Kerk betaald. Later zou blijken dat de Utrechtse club genoegen nam met een half miljoen lagere transfersom, om zo het in termijnen te ontvangen bedrag toch in een keer te kunnen ontvangen. Door de inval van Rusland in Oekraïne heerste er namelijk onzekerheid rondom de mogelijkheden tot betalingen vanuit Rusland, mede door uitsluiting van Russische organisaties van betalingssysteem SWIFT.

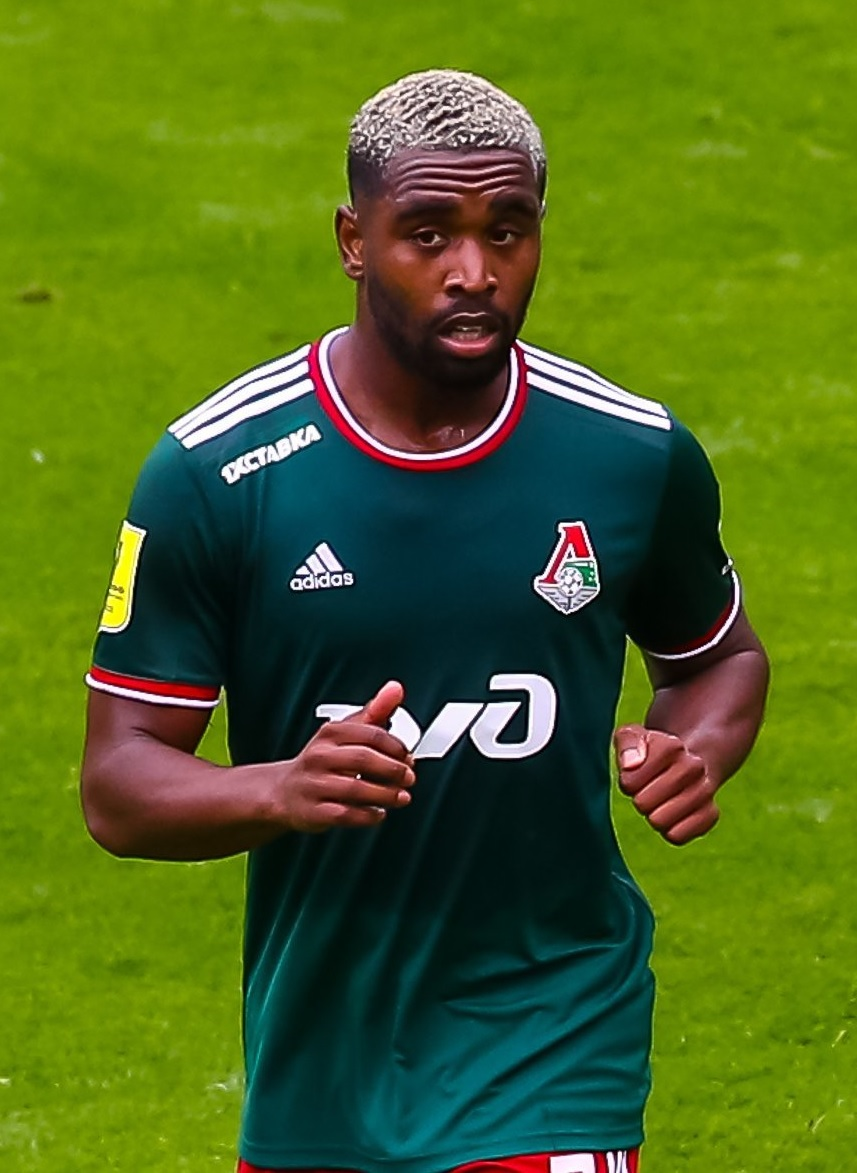
Kerk namens Lokomotiv Moskou (2021)

In zijn eerste seizoen speelde Kerk het meer en deel van de wedstrijden als basisspeler. In 28 wedstrijden kwam hij tot vijf doelpunten en vier assists. In maart 2022 kreeg hij werd door de FIFA de mogelijkheid gegeven tijdelijk op leenbasis uit te komen voor een club buiten Rusland. Kerk bleef echter actief voor Lokomotiv Moskou en eindigde dat seizoen als zesde in de competitie. In zijn tweede seizoen was hij wederom in meer dan de helft van de wedstrijden basisspeler, maar ondervond hij wel meer concurrentie op zijn positie. Halverwege dit tweede seizoen verliet Kerk in januari 2023 het trainingskamp in Abu Dhabi. Hij zou zelf om een (tijdelijke) transfer hebben gevraagd en kreeg daarbij de mogelijkheid deze af te ronden. Later bleek dat Kerk in de zomer van 2022 al bezig was met het onderzoeken van zijn opties voor een vertrek. In de eerste maanden van zijn tweede seizoen bij de club kwam hij in 23 wedstrijden tot vier doelpunten en één assist.

#### Verhuur aan Royal Antwerp
Voor de tweede helft van het seizoen 2022/23 werd Kerk verhuurd aan Royal Antwerp, de Belgische club onder leiding van sportief directeur Marc Overmars en trainer Mark van Bommel. Royal Antwerp sprak zelf over een tijdelijke overeenkomst op basis van de nog steeds geldende uitzonderingsbepaling rondom de inval van Rusland in Oekraïne. Kerk werd door verschillende blessures gezien als een versterking voor de positie van rechtsbuiten en voor de dun bezette spitspositie. De club betaalde voor de tweede helft van het seizoen wel een huursom van 600.000 euro.
Mede door een schorsing van landgenoot Vincent Janssen startte Kerk op 29 januari 2023 direct in de basis in de uitwedstrijd tegen RSC Anderlecht (0–0 gelijkspel). Kerk werd na 66 minuten gewisseld voor Jelle Bataille. Op 12 februari 2023 scoorde Kerk het enige doelpunt in de uitwedstrijd tegen koploper KRC Genk (0–1 winst). Twee speelrondes later scoorde hij op 26 februari 2023 de gelijkmakende treffer (1–1 eindstand) in de uitwedstrijd tegen Oud-Heverlee Leuven, waardoor hij een punt redde voor het elftal.
In het Belgische bekertoernooi bereikte Kerk met de Royal Antwerp de finale. Op 30 april 2023 wist het elftal met 0–2 te winnen van KV Mechelen, waardoor Kerk zijn eerste officiële hoofdprijs in het professionele voetbal wist te behalen. In de reguliere competitie eindigde Royal Antwerp als derde met 72 punten. Hiermee plaatste het zich voor de kampioensronde achter KRC Genk (eerste met 75 punten) en Union Sint-Gillis (tweede met 75 punten), maar voor Club Brugge (vierde met 59 punten). Op 14 mei 2023 maakte Kerk in de wedstrijd tegen Club Brugge de 2–2 gelijkmaker, waarna Royal Antwerp na een 0–2 achterstand in de zevende minuut van de extra tijd de wedstrijd door een doelpunt van Arthur Vermeeren nog wist te winnen. In de laatste wedstrijd van de kampioensronde werd het landskampioenschap veiliggesteld. Na een 1–0 achterstand tekende Kerk na 58 minuten voor de 1–1, wat na een nieuwe achterstand (2–1) en  gelijkmaker van Toby Alderweireld in de vierde minuut van de extra tijd genoeg bleek te zijn om KRC Genk en Union Sint-Gillis beide met één punt in de eindklassering voor te blijven, waarmee het kampioenschap veilig werd gesteld.
Ook tijdens de voorbereiding op het seizoen 2023/24 maakte Kerk nog deel uit van de selectie van Royal Antwerp. Vervolgens werd begin juli 2023 bekend dat Kerk ook dat seizoen op huurbasis uit zou gaan komen voor de club. Wederom op basis van de uitzonderingsbepaling rondom de inval van Rusland in Oekraïne. Een huursom voor zijn tweede seizoen in Antwerpen was niet bekend. Eind juli won Kerk met de club de Belgische Supercup, waarbij hij in de basis begon. Op 19 september 2023 maakte Kerk zijn debuut in de groepsfase van de UEFA Champions League (5–0 verlies tegen FC Barcelona). Enkele weken eerder scoorde hij in de laatste ronde van de kwalificatie in de uitwedstrijd tegen AEK Athene (eindstand 1–2). Dit bracht de stand over twee wedstrijden op 3–1 in het voordeel van Royal Antwerp. Daarmee werd voor het eerst sinds het seizoen 1957/58 de eindfase van het hoogste Europese clubtoernooi bereikt.
Op 17 maart 2024 maakte Kerk tegen Union Sint-Gillis, op dat moment koploper van de competitie, in de slotfase de gelijkmakende 1–1. Daardoor eindigde Royal Antwerp met 52 punten als derde in de reguliere competitie. Union Sint-Gillis deed dit met 70 punten. De overige teams die in aanmerking kwamen voor de kampioensronde waren Anderlecht met 63 punten en Club Brugge met 51 punten. In zijn tweede seizoen in België moest Kerk veelal genoegen nemen met invalbeurten. Tegen het einde van het seizoen kwam hij via de met 1–0 van Union Sint-Gillis verloren bekerfinale en de kampioensronde weer meer aan spelen toe.

### Royal Antwerp
Net als in de zomer van 2023 was Kerk in de zomer van 2024 niet van plan terug te keren naar Rusland. In juni 2024 was er voor Kerk Turkse interesse vanuit Hatayspor. Enige tijd later was er eerst sprake van een nieuwe verhuurperiode bij Royal Antwerp, maar uiteindelijk werd duidelijk dat die club Kerk definitief over zou nemen.
Op 22 november 2024 zorgde Kerk tien minuten voor tijd tegen FCV Dender EH voor de gelijkmakende 1–1, wat tevens de eindstand zou zijn. Begin december 2024 raakte Kerk betrokken bij een incident rondom de uitwedstrijd tegen Union Sint-Gillis. Een supporter van Royal Antwerp kwam verkleed als Zwarte Piet in beeld met een bord met de boodschap 'Kerk, wil jij van tenue wisselen'. Kerk en Royal Antwerp gaven aan de man niet te hebben gezien. Richting de helft van het seizoen 2024/25 reflecteerde Kerk dat hij tot dan toe beter in zijn vel zat dan het voorgaande seizoen. Daarbij benoemde Kerk ook dat hij vier jaar eerder was begonnen zich te interesseren in de islam.
In de slotfase van het seizoen 2024/25 liep Kerk met Royal Antwerp Europees voetbal mis. In de laatste wedstrijd werd met 1–2 van Sporting Charleroi verloren. Kerk kreeg daarbij aan het eind van de wedstrijd de kans op 2–1. Echter werd enkele minuten later in blessuretijd de 1–2 gescoord.

## Clubstatistieken

### Beloften
De overige wedstrijden voor Jong FC Utrecht hebben betrekking op voorrondes of nacompetitie.
| Seizoen                   | Club            | Competitie          | Competitie | Competitie | Competitie | Overig | Overig | Overig | Totaal | Totaal | Totaal |
| Seizoen                   | Club            | Competitie          | Wed.       | Dlp.       | Ass.       | Wed.   | Dlp.   | Ass.   | Wed.   | Dlp.   | Ass.   |
| ------------------------- | --------------- | ------------------- | ---------- | ---------- | ---------- | ------ | ------ | ------ | ------ | ------ | ------ |
| 2012/13                   | Jong FC Utrecht | Beloften Eredivisie | 0          | 0          | 0          | 1      | 0      | 0      | 1      | 0      | 0      |
| 2013/14                   | Jong FC Utrecht | Beloften Eredivisie | 0          | 0          | 0          | 0      | 0      | 0      | 0      | 0      | 0      |
| 2014/15                   | Jong FC Utrecht | Beloften Eredivisie | 12         | 8          | 3          | 8      | 1      | 1      | 20     | 9      | 4      |
| 2016/17                   | Jong FC Utrecht | Eerste divisie      | 12         | 7          | 2          | 0      | 0      | 0      | 12     | 7      | 2      |
| Carrière totaal           | Carrière totaal | Carrière totaal     | 24         | 15         | 5          | 9      | 1      | 1      | 33     | 16     | 6      |
| Bijgewerkt op 3 juni 2025 |                 |                     |            |            |            |        |        |        |        |        |        |

### Senioren
De overige wedstrijden voor FC Utrecht hebben betrekking op de play-offs voor Europees voetbal. De overige wedstrijden voor Royal Antwerp hebben betrekking op de kampioensronde van de Belgische voetbalcompetitie en de Belgische Supercup.
| Seizoen                   | Club             | Competitie      | Competitie | Competitie | Competitie | Beker | Beker | Beker | Internationaal | Internationaal | Internationaal | Overig | Overig | Overig | Totaal | Totaal | Totaal |
| Seizoen                   | Club             | Competitie      | Wed.       | Dlp.       | Ass.       | Wed.  | Dlp.  | Ass.  | Wed.           | Dlp.           | Ass.           | Wed.   | Dlp.   | Ass.   | Wed.   | Dlp.   | Ass.   |
| ------------------------- | ---------------- | --------------- | ---------- | ---------- | ---------- | ----- | ----- | ----- | -------------- | -------------- | -------------- | ------ | ------ | ------ | ------ | ------ | ------ |
| 2013/14                   | FC Utrecht       | Eredivisie      | 0          | 0          | 0          | 1     | 0     | 0     | 0              | 0              | 0              | 0      | 0      | 0      | 1      | 0      | 0      |
| 2014/15                   | FC Utrecht       | Eredivisie      | 4          | 1          | 0          | 0     | 0     | 0     | –              | –              | –              | 0      | 0      | 0      | 4      | 1      | 0      |
| 2015/16                   | → Helmond Sport  | Eerste divisie  | 34         | 7          | 9          | 2     | 0     | 0     | –              | –              | –              | 0      | 0      | 0      | 36     | 7      | 9      |
| 2016/17                   | FC Utrecht       | Eredivisie      | 15         | 3          | 5          | 1     | 0     | 0     | –              | –              | –              | 3      | 1      | 0      | 19     | 4      | 5      |
| 2017/18                   | FC Utrecht       | Eredivisie      | 30         | 6          | 6          | 1     | 1     | 0     | 6              | 1              | 0              | 4      | 0      | 1      | 41     | 8      | 7      |
| 2018/19                   | FC Utrecht       | Eredivisie      | 33         | 8          | 9          | 3     | 1     | 2     | –              | –              | –              | 4      | 0      | 1      | 40     | 9      | 12     |
| 2019/20                   | FC Utrecht       | Eredivisie      | 24         | 10         | 8          | 4     | 0     | 4     | 2              | 1              | 0              | 0      | 0      | 0      | 30     | 11     | 12     |
| 2020/21                   | FC Utrecht       | Eredivisie      | 34         | 8          | 6          | 2     | 1     | 1     | –              | –              | –              | 2      | 0      | 0      | 38     | 9      | 7      |
| 2021/22                   | FC Utrecht       | Eredivisie      | 2          | 0          | 0          | 0     | 0     | 0     | –              | –              | –              | 0      | 0      | 0      | 2      | 0      | 0      |
| 2021/22                   | Lokomotiv Moskou | Premjer-Liga    | 23         | 5          | 4          | 1     | 0     | 0     | 4              | 0              | 0              | 0      | 0      | 0      | 28     | 5      | 4      |
| 2022/23                   | Lokomotiv Moskou | Premjer-Liga    | 17         | 2          | 1          | 6     | 1     | 0     | –              | –              | –              | 0      | 0      | 0      | 23     | 3      | 1      |
| 2022/23                   | → Royal Antwerp  | Eerste klasse A | 12         | 4          | 2          | 3     | 0     | 0     | 0              | 0              | 0              | 6      | 2      | 0      | 21     | 6      | 2      |
| 2023/24                   | → Royal Antwerp  | Eerste klasse A | 26         | 2          | 2          | 4     | 0     | 0     | 6              | 1              | 0              | 7      | 1      | 0      | 43     | 4      | 2      |
| 2024/25                   | Royal Antwerp    | Eerste klasse A | 29         | 5          | 6          | 5     | 2     | 2     | –              | –              | –              | 10     | 2      | 1      | 44     | 9      | 9      |
| Carrière totaal           | Carrière totaal  | Carrière totaal | 283        | 61         | 58         | 33    | 6     | 9     | 18             | 3              | 0              | 36     | 6      | 3      | 370    | 76     | 70     |
| Bijgewerkt op 3 juni 2025 |                  |                 |            |            |            |       |       |       |                |                |                |        |        |        |        |        |        |

## Interlandcarrière
Kerk werd nooit geselecteerd voor de Nederlandse jeugdelftallen. Ook het eerste elftal van Nederland was nooit concreet in beeld. Door de nationaliteit van zijn ouders heeft Kerk wel de mogelijkheid om ook voor Suriname uit te komen, een keuze die andere voetballers reeds eerder hebben gemaakt. In juni 2021 riep Sean Klaiber, oud-ploeggenoot bij FC Utrecht, hem op om ook voor Suriname te kiezen. Kerk heeft meermaals gesproken met de Surinaamse voetbalbond, maar hij zag toen der tijd het reizen tussen Suriname en Rusland niet als ideaal scenario. In 2023 dook de naam van Kerk na de aanstellingen van Aron Winter, Henk ten Cate en Brian Tevreden bij de Surinaamse voetbalbond opnieuw op, maar tot concrete resultaten kwam het niet.
Een jaar later zat Kerk in mei 2024, onder leiding van bondscoach Stanley Menzo, wel voor het eerst bij de voorselectie van Suriname. Begin juni 2024 maakte Kerk zijn debuut in de wedstrijd tegen Saint Vincent en de Grenadines (4–1 winst). Op 21 maart 2025 was Kerk verantwoordelijk voor het enige doelpunt in de wedstrijd tegen Martinique.
| Interlands van Gyrano Kerk voor Suriname | Interlands van Gyrano Kerk voor Suriname | Interlands van Gyrano Kerk voor Suriname  | Interlands van Gyrano Kerk voor Suriname | Interlands van Gyrano Kerk voor Suriname | Interlands van Gyrano Kerk voor Suriname |
| №                                        | Datum                                    | Wedstrijd                                 | Uitslag                                  | Soort wedstrijd                          | Doelpunten                               |
| Als speler bij → Royal Antwerp           | Als speler bij → Royal Antwerp           | Als speler bij → Royal Antwerp            | Als speler bij → Royal Antwerp           | Als speler bij → Royal Antwerp           | Als speler bij → Royal Antwerp           |
| ---------------------------------------- | ---------------------------------------- | ----------------------------------------- | ---------------------------------------- | ---------------------------------------- | ---------------------------------------- |
| 1.                                       | 5 juni 2024                              | Suriname – Saint Vincent en de Grenadines | 4 – 1                                    | Kwalificatie FIFA WK 2026                |                                          |
| 2.                                       | 8 juni 2024                              | Anguilla – Suriname                       | 0 – 4                                    | Kwalificatie FIFA WK 2026                |                                          |
| Als speler bij Royal Antwerp             |                                          |                                           |                                          |                                          |                                          |
| 3.                                       | 5 september 2024                         | Guyana – Suriname                         | 1 – 3                                    | CONCACAF Nations League 2024/25          |                                          |
| 4.                                       | 9 september 2024                         | Guadeloupe – Suriname                     | 1 – 0                                    | CONCACAF Nations League 2024/25          |                                          |
| 5.                                       | 16 september 2024                        | Suriname – Guyana                         | 5 – 1                                    | CONCACAF Nations League 2024/25          |                                          |
| 6.                                       | 21 maart 2025                            | Suriname – Martinique                     | 1 – 0                                    | Kwalificatie CONCACAF Gold Cup 2025      | 52'                                      |
| 7.                                       | 26 maart 2025                            | Martinique – Suriname                     | 0 – 1                                    | Kwalificatie CONCACAF Gold Cup 2025      |                                          |

## Erelijst
| Competitie              |               |               |               |               |
| Competitie              | Aantal        | Jaren         |               |               |
| Royal Antwerp           | Royal Antwerp | Royal Antwerp | Royal Antwerp | Royal Antwerp |
| ----------------------- | ------------- | ------------- | ------------- | ------------- |
| Eerste klasse A         | 1x            | 2022/23       |               |               |
| Beker van België        | 1x            | 2022/23       |               |               |
| Belgische Supercup      | 1x            | 2023          |               |               |
| Individueel             |               |               |               |               |
| David di Tommaso-trofee | 1x            | 2019/20       |               |               |